# 1978 Голяма награда на Бразилия
1978 Голяма награда на Бразилия е 6-о за Голямата награда на Бразилия и първи кръг от сезон 1978 във Формула 1, провежда се на 29 януари 1978 година на пистата Жакарепагуа в Рио де Жанейро, Бразилия.

## История на кръга
Голямата награда на Бразилия за първи път се провежда на трасето Жакарепагуа, близо до града Рио де Жанейро. Единствената промяна в стартовия списък е дебюта на Ероуз, които под ръководството на Джаки Оливър пристигат от Милтън Кийнс с новия болид FA1. Според Оливър на тима им отне 53 дни, за да конструират болида. Отборът участва само с Рикардо Патрезе, докато Гунар Нилсон, който подписа с Ероуз преди началото на сезона не се чувства в подходящата кондиция да участва.

### Квалификация
Въпреки новото трасе, Лотус отново са над всички като този път Рони Петерсон победи съотборника си Марио Андрети в квалификацията, осигурявайки първата си пол-позиция от ГП на Нидерландия 1976. Андрети остана не само зад шведа, но и зад Макларън-а на Джеймс Хънт. Карлос Ройтеман се нареди четвърти пред Патрик Тамбей, Жил Вилньов, Емерсон Фитипалди, Алън Джоунс, Ханс-Йоахим Щук и Ники Лауда чийто проблеми по управлението на неговия Брабам попречи да подобри времето си. Дивина Галиция и Еди Чийвър отново не успяват на намерят място за състезанието, както и Виторио Брамбила със Съртис и Артуро Мерцарио със собствения си болид.

### Състезание
Жан-Пиер Жарие е принуден да пропусне състезанието, след като АТС-а на Йохен Мас получи теч в масления резервоар и германеца взе болида предназначен за французина. По време на загрявачната обиколка Инсайн-а на Ламберто Леони получи повреда в трансмисията и той също е принуден на напусне надпреварата. Петерсон загуби лидерството си от Хънт още на старта, преди Ройтеман да мине и пред двамата по пътя към първия завой, където Рони успя да си върне позицията си от англичанина. В средата на колоната Патрезе удари Брабам-а на Джон Уотсън като от удара северно-ирландеца влезе в бокса със спукана гума. Рупърт Кийгън отново регистрира първото отпадане в състезанието, след като катастрофира в петата обиколка, а Патрик Депайе го последва три обиколки по-късно. Въпреки че французинът се върна на трасето, един от цилиндрите в спирачките се повреди и Тирел-а отпадна в надпреварата.
Андрети успя да се възстанови от лошия старт, изпреварвайки Петерсон за третата позиция, преди тя да стане втора след като Хънт влезе в бокса със спукана гума. Американецът обаче не отговори на темпото зададено от Ройтеман, а зад челниците Фитипалди изпревари Вилньов и Петерсон. Жил от своя страна натиска Лотус-а преди двамата да се ударят в 15-а обиколка. Двамата успяват да продължат след спиранията им в бокса, но болидът на Рони получи повреда в задното окачване няколко завоя по-късно. Брет Лънгър е принуден да спре с прегрял двигател.
Щук загуби петата си позиция в 25-а обиколка след като горивната помпа на неговия Шадоу се счупи, оставяйки Лауда да се справи с Тамбей, Клей Регацони, Дидие Пирони, Жак Лафит и Патрезе. Хънт в опита си да си върне загубените позиции се завъртя в опита си да изпревари Ероуз-а и напусна състезанието. Тамбей също загуби контрол върху машината си под натиска на Регацони в 35-а обиколка. Следващият отпаднал е Вилньов, излизайки от трасето на същото място където Петерсон прекрати участието си. В последните обиколки преди края Андрети получи проблем със скоростите, което принуди Фитипалди и Лауда да се възползват от ситуацията и двамата изпревариха Лотус-а. Патрезе също намали скоростта си с проблем в горивната система, както и АТС-а на Мас чийто двигател прекъсва на места.
Никакви проблеми няма Ройтеман, който пресече финала за втората последователна победа в Бразилия с петдесет секунди като също така осигури първата победа на Мишлен като доставчик на гуми. Неговият успех обаче е помрачен от представянето на Фитипалди, който завърши втори пред Лауда и Андрети. Регацони регистрира първите точки за Шадоу с пета позиция пред Пирони, който също регистрира първите си точки, въпреки пукнатия ауспух. Мас, Уотсън, Лафит, Патрезе и Джоунс са останалите които финишират.

## Класиране
| Поз | No | Пилот             | Конструктор       | Обиколки | Време/Отпадане  | Място | Точки |
| --- | -- | ----------------- | ----------------- | -------- | --------------- | ----- | ----- |
| 1   | 11 | Карлос Ройтеман   | Ферари            | 63       | 1:49:59.86      | 4     | 9     |
| 2   | 14 | Емерсон Фитипалди | Фитипалди-Форд    | 63       | +49.13          | 7     | 6     |
| 3   | 1  | Ники Лауда        | Брабам-Алфа Ромео | 63       | +57.02          | 10    | 4     |
| 4   | 5  | Марио Андрети     | Лотус-Форд        | 63       | +1:33.12        | 3     | 3     |
| 5   | 17 | Клей Регацони     | Шадоу-Форд        | 62       | +1 Об.          | 15    | 2     |
| 6   | 3  | Дидие Пирони      | Тирел-Форд        | 62       | +1 Об.          | 19    | 1     |
| 7   | 9  | Йохен Мас         | АТС-Форд          | 62       | +1 Об.          | 20    |       |
| 8   | 2  | Джон Уотсън       | Брабам-Алфа Ромео | 61       | +2 Об.          | 21    |       |
| 9   | 26 | Жак Лафит         | Лижие-Матра       | 61       | +2 Об.          | 14    |       |
| 10  | 36 | Рикардо Патрезе   | Ероуз-Форд        | 59       | +4 Об.          | 18    |       |
| 11  | 27 | Алън Джоунс       | Уилямс-Форд       | 58       | +5 Об.          | 8     |       |
| Отп | 25 | Ектор Ребаке      | Лотус-Форд        | 40       | Физически       | 22    |       |
| Отп | 12 | Жил Вилньов       | Ферари            | 35       | Завъртане       | 6     |       |
| Отп | 8  | Патрик Тамбе      | Макларън-Форд     | 34       | Завъртане       | 5     |       |
| Отп | 7  | Джеймс Хънт       | Макларън-Форд     | 25       | Завъртане       | 2     |       |
| Отп | 16 | Ханс-Йоахим Щук   | Шадоу-Форд        | 25       | Горивна система | 9     |       |
| Отп | 20 | Джоди Шектър      | Волф-Форд         | 16       | Инцидент        | 12    |       |
| Отп | 6  | Рони Петерсон     | Лотус-Форд        | 15       | Сблъсък         | 1     |       |
| Отп | 22 | Дани Онгас        | Инсайн-Форд       | 13       | Спирачки        | 23    |       |
| Отп | 30 | Брет Лънгър       | Макларън-Форд     | 11       | Прегряване      | 13    |       |
| Отп | 4  | Патрик Депайе     | Тирел-Форд        | 8        | Инцидент        | 11    |       |
| Отп | 18 | Рупърт Кийгън     | Съртис-Форд       | 5        | Инцидент        | 24    |       |
| НСт | 23 | Ламберто Леони    | Инсайн-Форд       | 0        | Трансмисия      | 17    |       |
| НСт | 10 | Жан-Пиер Жарие    | АТС-Форд          |          | Mass Drove Car  | 16    |       |
| НКв | 37 | Артуро Мерцарио   | Мерцарио-Форд     |          |                 |       |       |
| НКв | 32 | Еди Чийвър        | Теодор-Форд       |          |                 |       |       |
| НКв | 19 | Виторио Брамбила  | Съртис-Форд       |          |                 |       |       |
| НКв | 24 | Дивина Галиция    | Хескет-Форд       |          |                 |       |       |

## Класиране след състезанието
| Поз | Пилот             | Точки |
| --- | ----------------- | ----- |
| 1   | Марио Андрети     | 12    |
| 2   | Ники Лауда        | 10    |
| 3   | Карлос Ройтеман   | 9     |
| 4   | Емерсон Фитипалди | 6     |
| 5   | Патрик Депайе     | 4     |
| 6   | Джеймс Хънт       | 3     |
| 7   | Клей Регацони     | 2     |
| 8   | Рони Петерсон     | 2     |

| Поз | Конструктор       | Точки |
| --- | ----------------- | ----- |
| 1   | Лотус-Форд        | 12    |
| 2   | Брабам-Алфа Ромео | 10    |
| 3   | Ферари            | 9     |
| 4   | Фитипалди-Форд    | 6     |
| 5   | Тирел-Форд        | 5     |
| 6   | Макларън-Форд     | 3     |
| 7   | Шадоу-Форд        | 2     |